# 去甲基
去甲基（Desmethyl）是一個有機化學的術語，用於解釋甲基團被去除的狀態。在命名法中Desmethyl經常取代一般的Nor-字首，表示一個碳原子與伴隨的氫原子一起被去除，而這個字首亦可以使用於另外兩個結構的變化。例如去甲基曲馬朵和去甲舍曲林。